# Елисие Поповски
Елисие Тодоров Поповски (на македонска литературна норма: Елисие Поповски) е банков чиновник и интербригадист.

## Биография
Поповски е роден на 13 юли 1907 година гостиварското село Маврово, тогава Османската империя, днес в Северна Македония. Участва в Испанската гражданска война и се прибира в Кралство Югославия на 15 юли 1937 година. През 1941 година се включва в НОВЮ и става командир на Топличкия народоосвободителен партизански отряд, а после и заместник-политически комисар на Озренския народоосвободителен партизански отряд. През 1943 година става политически комисар на Първа оперативна зона на НОВ и ПОМ и член на Главния щаб на НОВ и ПОМ. Делегат е на Първото заседание на АСНОМ. Носител на Партизански възпоменателен медал 1941 година.
Умира на 9 ноември 1972 година в Скопие, тогава в Социалистическа република Македония, днес в Северна Македония.